# 新都站
新都站是位于四川省成都市新都区新都镇的一个铁路车站，邮政编码610500。车站建于1955年。1958年12月1日，新都站正式投入运营。有宝成铁路经过该站，现仅办货运业务，客运业务于2010年停办。车站及其上下行区间均已电气化。车站距离宝鸡站651公里，隶属成都铁路局，是四等站。